# Železniční trať Přelouč–Prachovice
Železniční trať Přelouč–Prachovice je jednokolejná regionální trať vedoucí z Přelouče přes Heřmanův Městec do Prachovic. Úsek Přelouč – Heřmanův Městec, na němž je provozována pravidelná osobní doprava, je v jízdním řádu pro cestující uveden v tabulce označené 015.

## Historie
List povolení Františka Josefa Prvního ze dne 21. srpna 1881 daný ku stavbě a užívání místních železnic z Přelouče do Heřmanova Městce s odvětvími do Vápenného Podola a Prachovic propůjčoval koncesi priv. rakouské železnici státní. Společnost jest povinna stavbu železnic do konce roku 1882 dokonati, obecnou jízdu po nich zavésti a po všechen čas koncese nepřerušeně po nich jezditi.
Dráhu vlastnila Rakouská společnost státní dráhy od října 1882 až do svého zestátnění 1. ledna 1908.
Provoz na větvi Odb. Tasovice – Vápenný Podol byl zastaven 15. ledna 1978.
Ještě v Úředním povolení k provozování dráhy datovaném 29. 5. 2008 je dráha uvedena jako součást celostátní dráhy, později byla na návrh provozovatele změněna na dráhu regionální.
V roce 1900 byly podle tehdejšího jízdního řádu v provozu tyto stanice:
Přelouč, Valy odbočka, Valy, Choltice, Heřmanův Městec, Kostelec-Vydžice, Vápenný Podol

## Provoz na trati
| období jízdního řádu                                                                                    | číslo tratě a celkový rozsah tratě        | počet vlaků (v části tratě)                                       |
| --- | ----------------------------------------- | ----------------------------------------------------------------- |
| 1900 | 8 Přelouč – Vápenný Podol                 | 2 Sm Přelouč – Heřmanův Městec, 1 Sm Heřm. Městec – Vá. Podol     |
| 1921 léto                                                                                               | 8 Přelouč – Vápenný Podol                 | 2 Sm + 1 Os Přelouč – H. Městec, 3 Sm + 1 Os H. Městec – V. Podol |
| 1928/29 zima                                                                                            | 125 Přelouč – Vápenný Podol – Prachovice  | 2 N + 2 M Přelouč – H. Městec, 5 N Heřm. Městec – Prachovice      |
| 1937/38 zima                                                                                            | 156 Přelouč – Vápenný Podol – Prachovice  | 8 Os Přelouč – Heřmanův Městec, 5 Os Heřm Městec – Prachovice     |
| 1944/45                                                                                                 | 501f Přelouč – Vápenný Podol – Prachovice | 4 Os                                                              |
| 1945/46                                                                                                 | 1g Přelouč – Vápenný Podol – Prachovice   | 7 Os Přelouč – Heřmanův Městec, 6 Os Heřm. Městec – Prachovice    |
| 1959/60                                                                                                 | 1g Přelouč – Vápenný Podol – Prachovice   | 10 Os Přelouč – Heřmanův Městec, 11 Os Heřm. Městec – Prachovice  |
| 1988/89                                                                                                 | 014 Přelouč – Prachovice                  | 10 Os Přelouč – Heřmanův Městec, 11 Os Heřm. Městec – Prachovice  |
| 2002/03                                                                                                 | 015 Přelouč – Prachovice                  | 13 Os Přelouč – Heřmanův Městec, 12 Os Heřm.Městec – Prachovice   |
| 2013/14                                                                                                 | 015 Přelouč – Heřm. Městec                | 12 Os Přelouč – Heřm. Městec, 3 Os Heřm. Městec – Prachovice      |
| Vysvětlivky: Sm – smíšený vlak, N – nákladní vlak s přepravou osob, M – motorový vlak, Os – osobní vlak |                                           |                                                                   |

Do trati jsou zaústěny vlečky Cementárny Prachovice a Správy státních hmotných rezerv a je zde poměrně silná nákladní doprava.
V roce 2010 došlo v souvislosti se zrušením osobních vlaků na trati z Heřmanova Městce do Chrudimi také k razantnímu omezení spojů mezi Heřmanovým Městcem a Prachovicemi. V roce 2011 Pardubický kraj v rámci tzv. optimalizace dopravy po jednání s obcemi rozhodl o zastavení osobní dopravy v tomto úseku a o jejím nahrazení autobusy, které mají zajíždět až do Třemošnice. OREDO pak skutečně pro období jízdního řádu 2012 (od 11. prosince 2011) osobní dopravu v závazku veřejné služby v úseku Heřmanův Městec – Prachovice neobjednalo. Od jízdního řádu z prosince 2013 je obnoven provoz až do Prachovic, kam zajíždí osobní vlak třikrát denně. Od 28. září 2020 je opět zastavena osobní doprava v úseku Heřmanův Městec – Prachovice.

## Navazující tratě
Přelouč
- Železniční trať Praha - Česká Třebová

Heřmanův Městec
- Železniční trať Chrudim město - Heřmanův Městec (naposledy uváděná pod číslem 017), od roku 2010 bez osobní dopravy.

## Stanice a zastávky

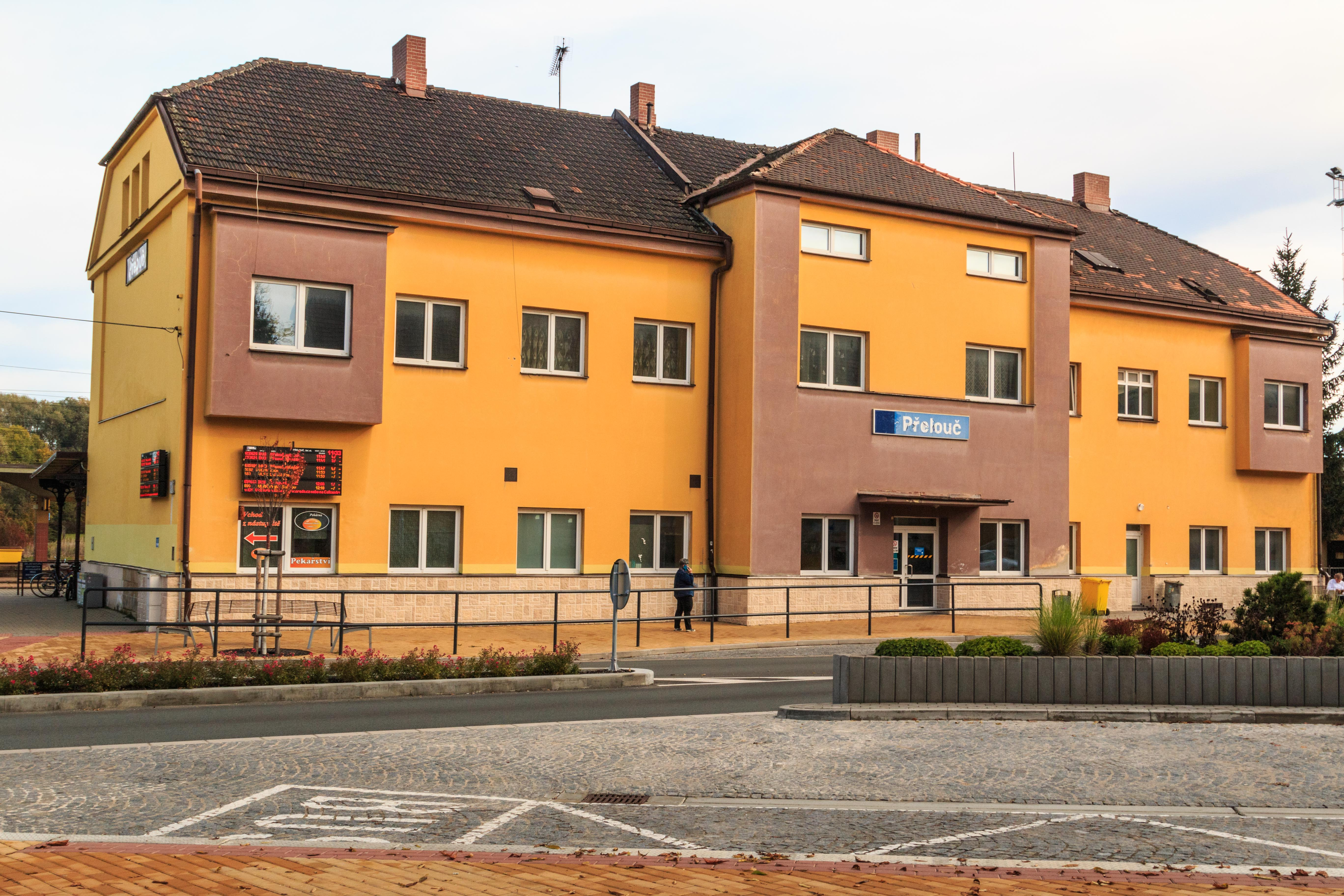
Přelouč
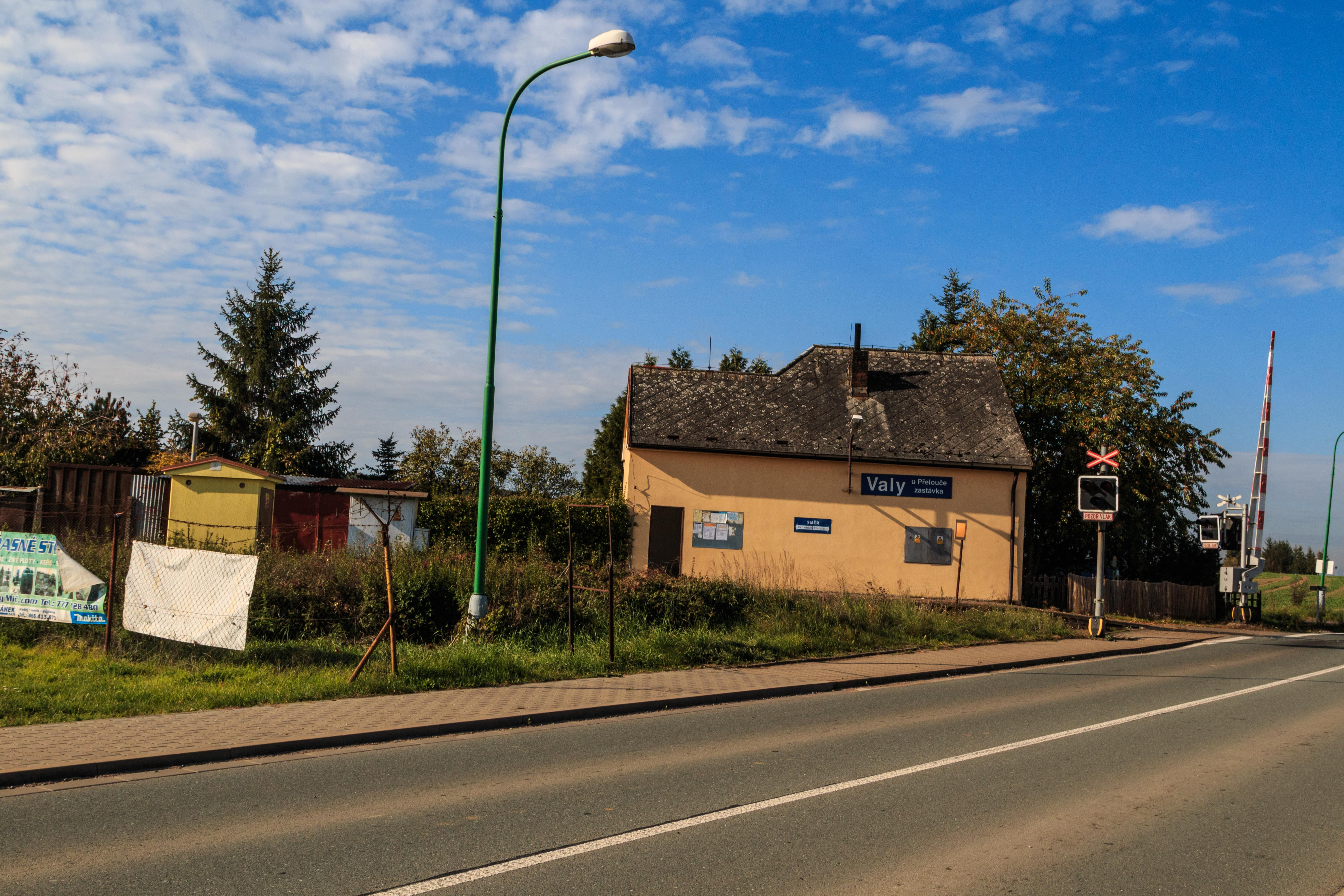
Valy u Přelouče zastávka
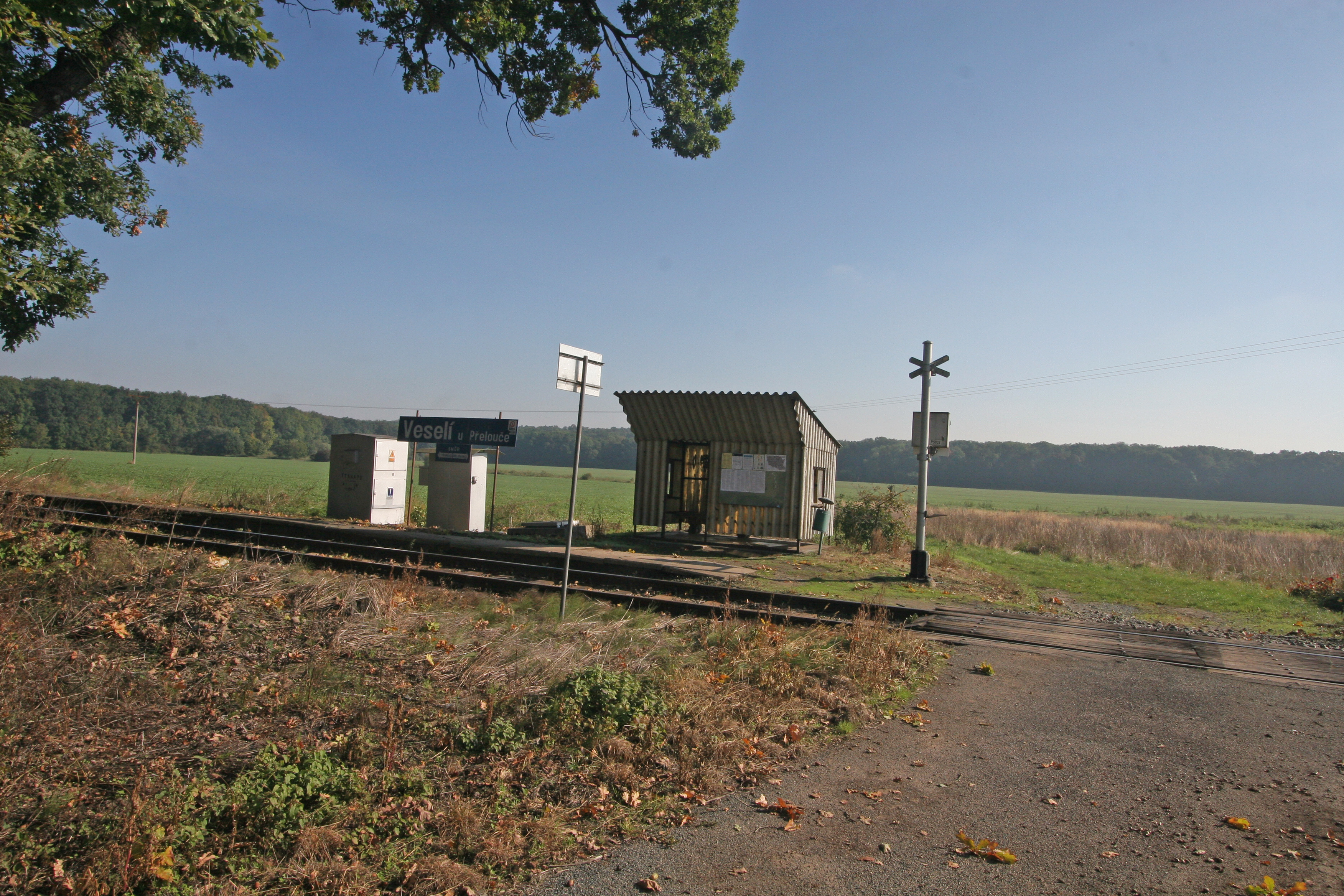
Veselí u Přelouče
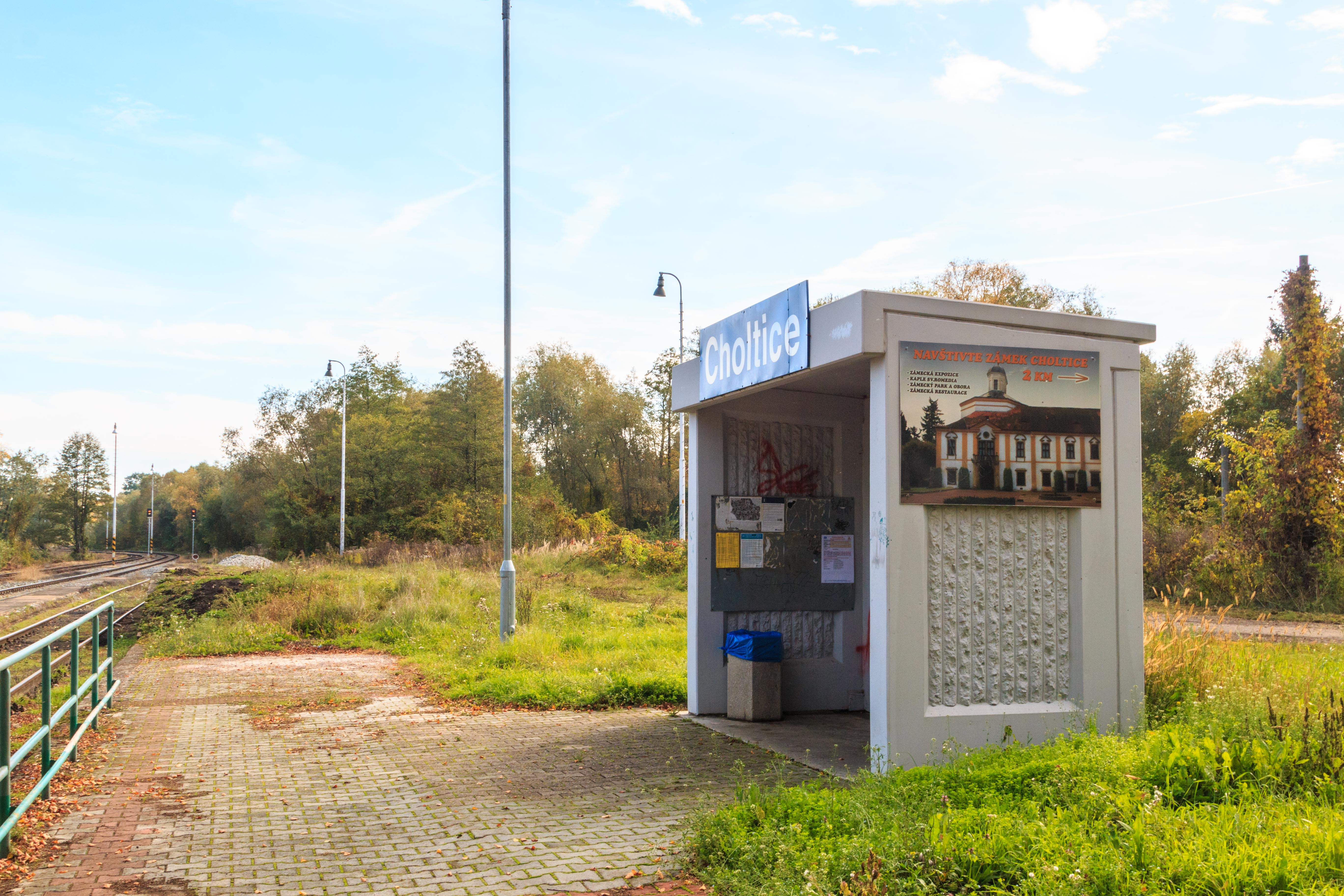
Choltice
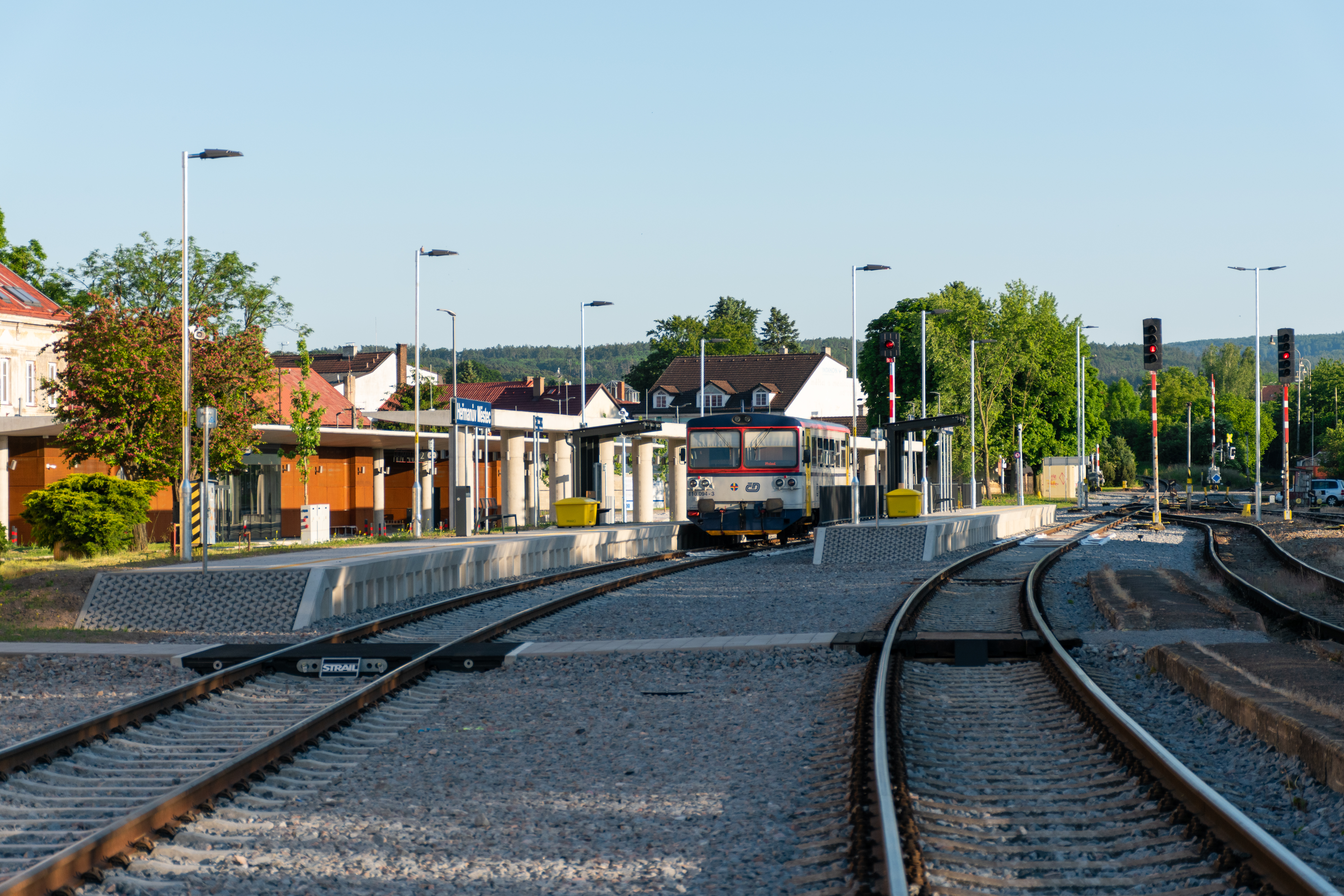
Heřmanův Městec
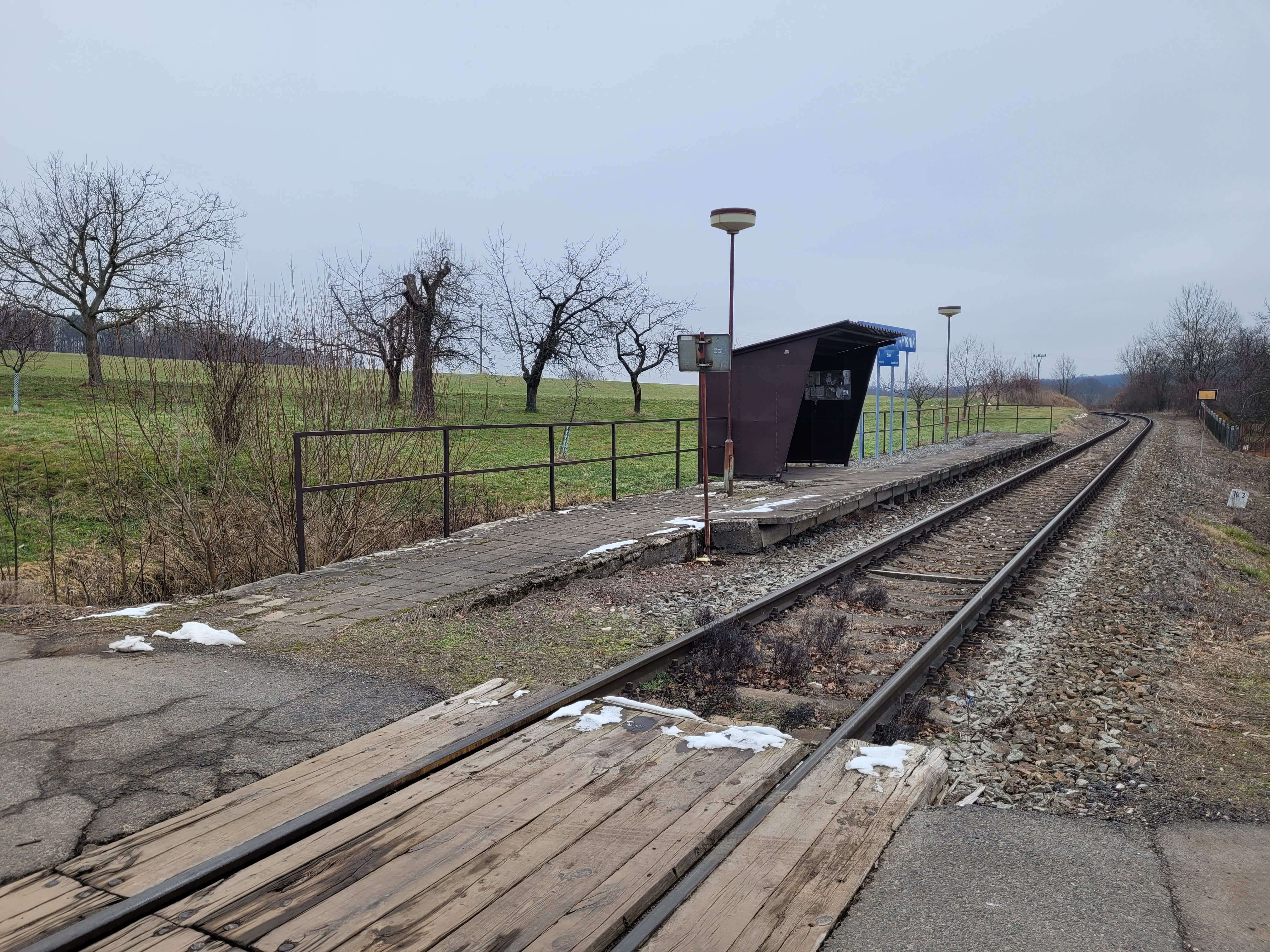
Kostelec u Heřmanova Městce-Písník
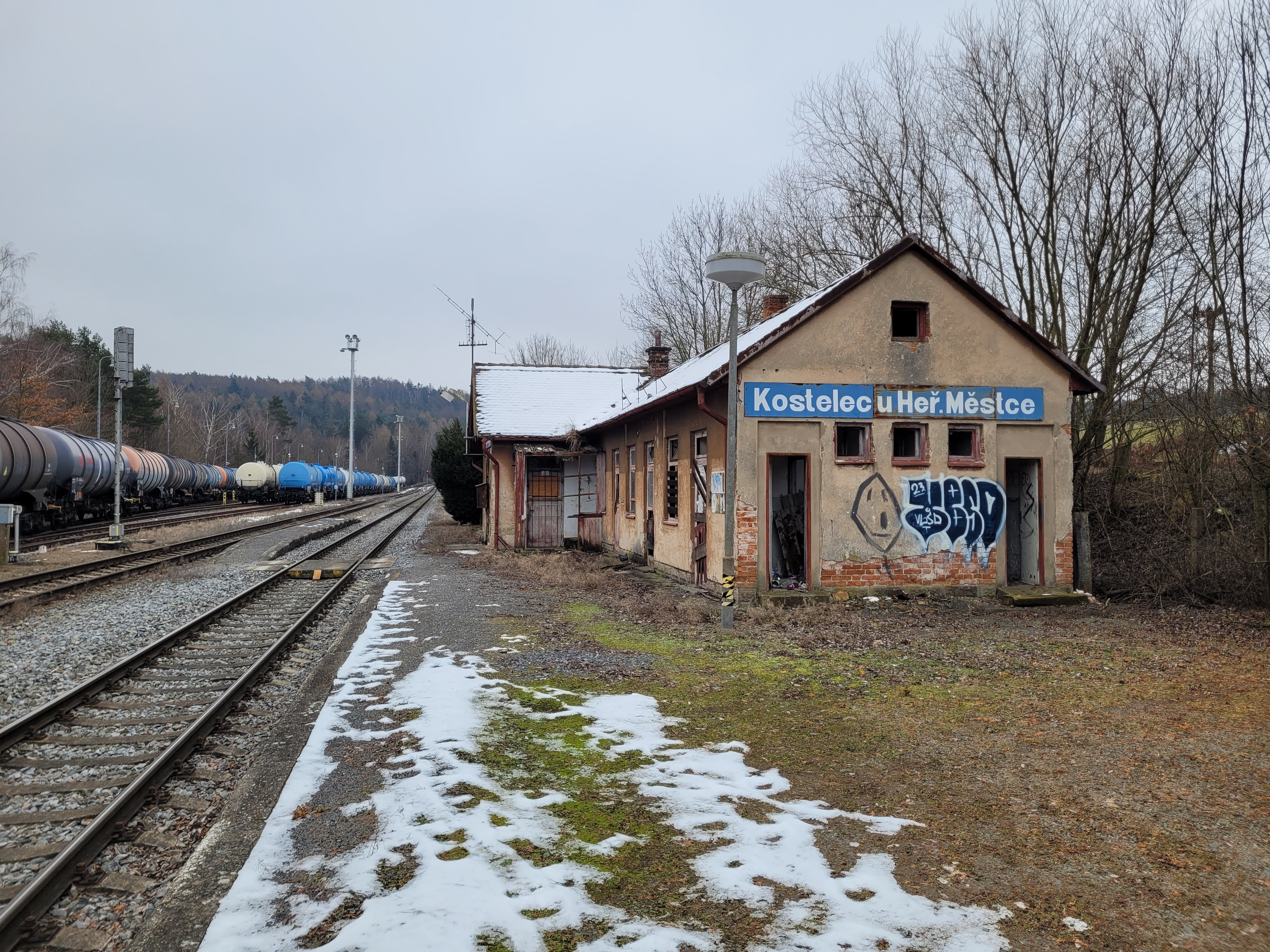
Kostelec u Heřmanova Městce
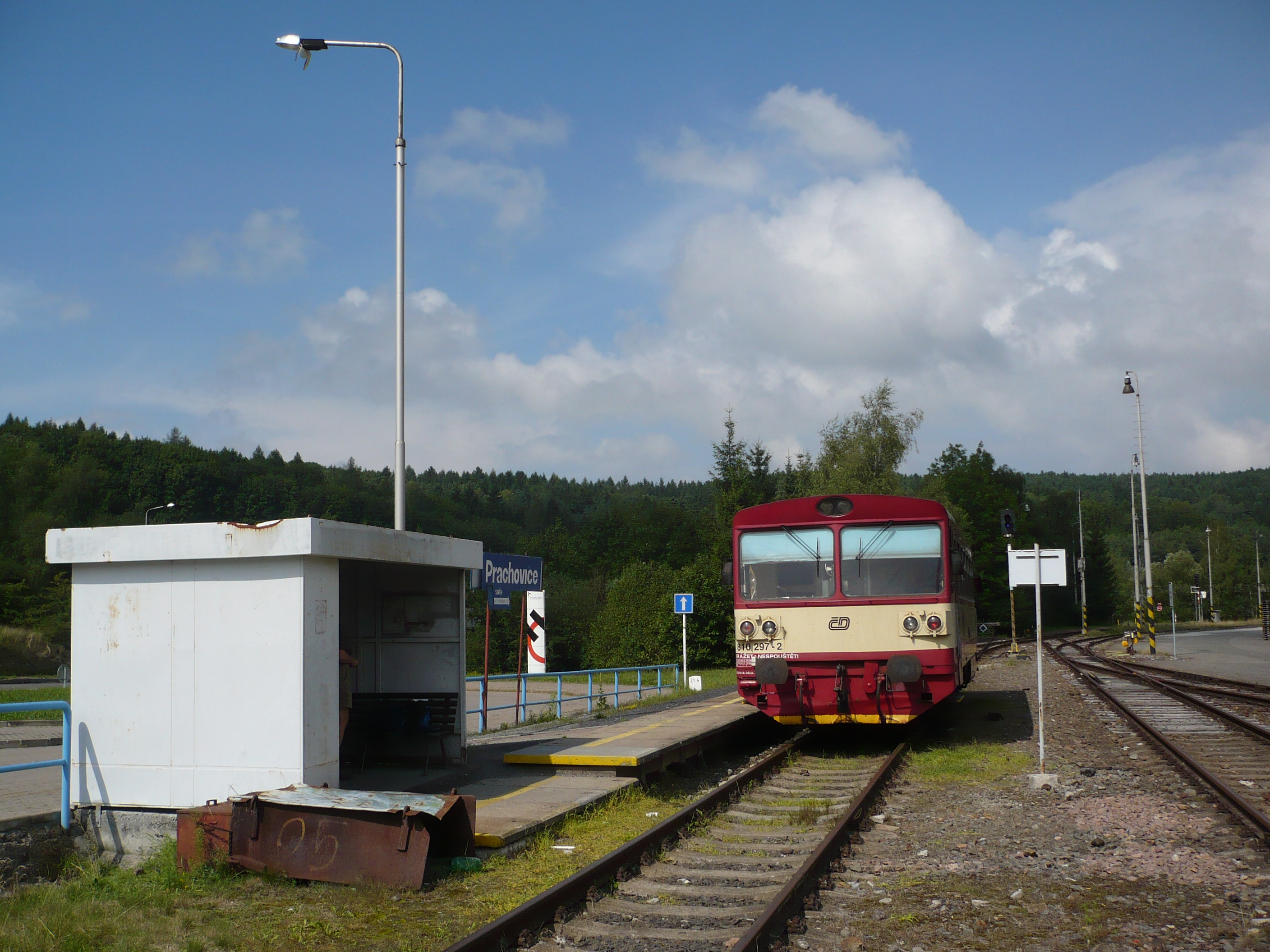
Prachovice
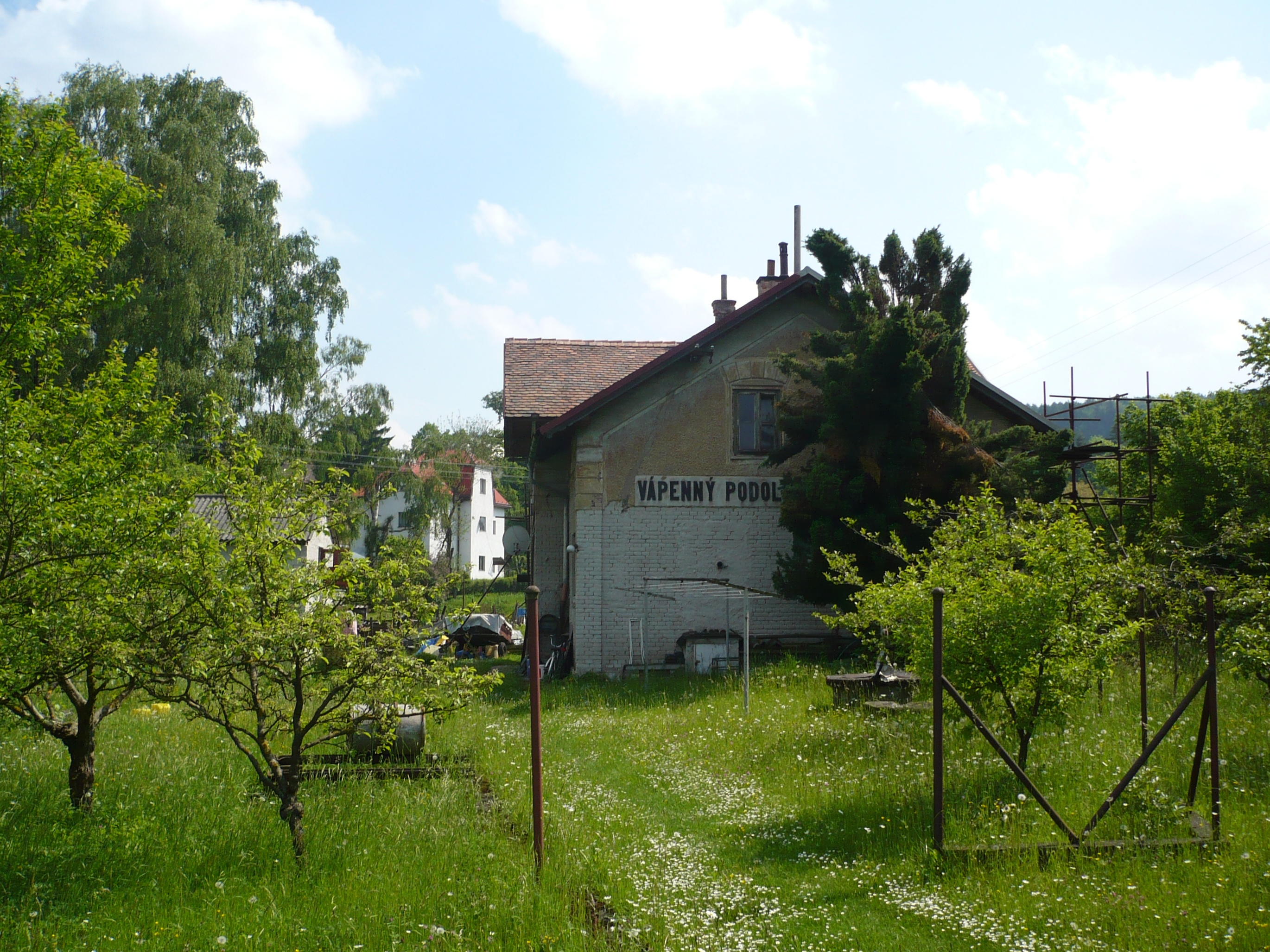
Vápenný Podol (zruš.)